# Joseph Arthur (écrivain)
Pour les articles homonymes, voir Joseph Arthur (homonymie) et Arthur.
Joseph Arthur, de son vrai nom Arthur Hill Smith, né en 1848 à Centerville dans l'Indiana et mort le 21 février 1906 à New York, est un dramaturge américain.

## Œuvres

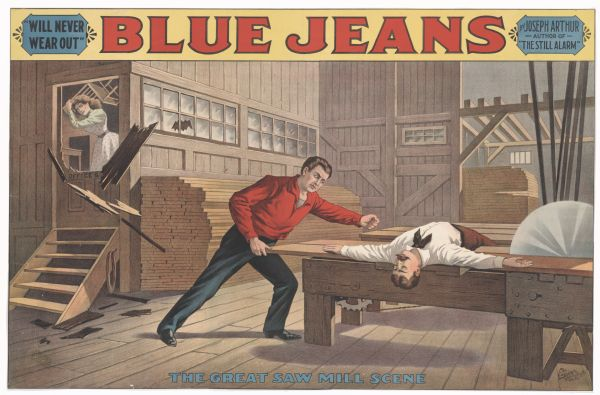
Affiche pour Blue Jeans 1890.

- Colorado (1875)
- The Still Alarm (en) (1887)
- Blue Jeans (en) (1890)
- The Corn Cracker (1893)
- The Cherry Pickers (1896)
- The Salt of the Earth (1898)
- On the Wabash (1899)
- Lost River (1900)

## Adaptations cinématographiques
- The Still Alarm, film muet américain de Francis Boggs (1911)
- The Cherry Pickers, film muet américain de Colin Campbell (1914)
- Blue Jeans, film muet américain de John H. Collins (1917)
- The Still Alarm, film muet américain de Colin Campbell (1918)
- The Still Alarm, film muet américain d'Edward Laemmle (1926)